# DoCo
Le DoCo erano un gruppo musicale giapponese composto dalle cinque doppiatrici delle protagoniste dell'anime Ranma ½. le DoCo hanno pubblicato tre album nella loro carriera: DoCo＊FIRST, DoCo☆Second, e DoCo Original Karaoke. Alcune delle canzoni furono adattate e tradotte in inglese dalle DoCo U.S.A., le cinque doppiatrici corrispondenti. Le loro canzoni sono state utilizzate come sigle di chiusura ed apertura degli OAV di Ranma ½ e nel terzo film. Qualche altra canzone inedita è stata inclusa nei vari album.

## Membri
- Megumi Hayashibara (nel ruolo di Ranma)
- Noriko Hidaka (nel ruolo di Akane Tendo)
- Minami Takayama (nel ruolo di Nabiki Tendo)
- Kikuko Inoue (nel ruolo di Kasumi Tendo)
- Rei Sakuma (nel ruolo di Shampoo)

Hayashibara, Inoue, e Takayama sono cantanti soliste, mentre Takayama fa parte del duo TWO-MIX.

## Discografia

### DoCo＊FIRST
- "Bokutachi wa kore kara" (僕たちはこれから?, Bokutachi wa kore kara, lett. Da adesso noi)
- "Akai kutsu no SUNDAY" (赤い靴のSUNDAY?, Akai kutsu no SUNDAY, lett. SUNDAY della scarpa rossa[1])
- "Usotsuki" (うそつき?, Usotsuki, lett. Bugiardo)
- "Sukoshi dake sakamichi" (少しだけ坂道?, Sukoshi dake sakamichi, lett. Una strada leggermente collinare)
- "Omoide ga ippai" (思い出がいっぱい?, Omoide ga ippai, lett. Pieno di ricordi)
- "Kare" (彼?, Kare, lett. Fidanzato)

### DoCo☆Second
- "Kiyoku tadashii Christmas" (清く正しいクリスマス?, Kiyoku tadashii Kurisumasu, lett. Christmas puro ed onesto[1])
- "Jugyōchū no shōgakkō" (授業中の小学校?, Jugyōchū no shōgakkō, lett. Nel mezzo della scuola elementare)
- "Owaranai natsu yasumi" (終わらない夏休み?, Owaranai natsu yasumi, lett. Vacanze estive senza fine)
- "Kagayaku sora to kimi no koe" (かがやく空ときみの声?, Kagayaku sora to kimi no koe, lett. La tua voce e il cielo luminoso)
- "Koi ga hitotsu kiete shimatta no" (恋がひとつ消えてしまったの?, Koi ga hitotsu kiete shimatta no, lett. Una volta l'amore è sparito)
- "Fukuzatsu na ryōomoi" (フクザツな両想い?, Fukuzatsu na ryōomoi, lett. L'amore reciproco è complesso) (versione live)